# Fergus McDonell
Pour les articles homonymes, voir McDonell.
Fergus McDonell (né le 6 octobre 1910 à Tunbridge Wells, dans le Kent, en Angleterre du Sud-Est et mort le 3 janvier 1984 à Norwich dans le comté de Norfolk, en Angleterre de l'Est) est un monteur et un réalisateur britannique.

## Filmographie partielle

### Comme monteur
- 1939 : I Met a Murderer (en) de Roy Kellino
- 1943 : The Dummy Talks (en) d'Oswald Mitchell (en)
- 1947 : Huit Heures de sursis (Odd Man Out) de Carol Reed
- 1964 : Tout ou rien (Nothing But the Best) de Clive Donner
- 1966 : Khartoum de Basil Dearden

### Comme réalisateur
- 1949 : The Small Voice (en)
- 1950 : Prelude to Fame
- 1952 : Private Information (en)

## Récompenses et distinctions

### Nominations
- Oscars du cinéma 1948 : Oscar du meilleur montage pour Huit Heures de sursis

## Crédit d'auteurs
- (en) Cet article est partiellement ou en totalité issu de l’article de Wikipédia en anglais intitulé « Fergus McDonell » (voir la liste des auteurs).